# オットー・レーハーゲル

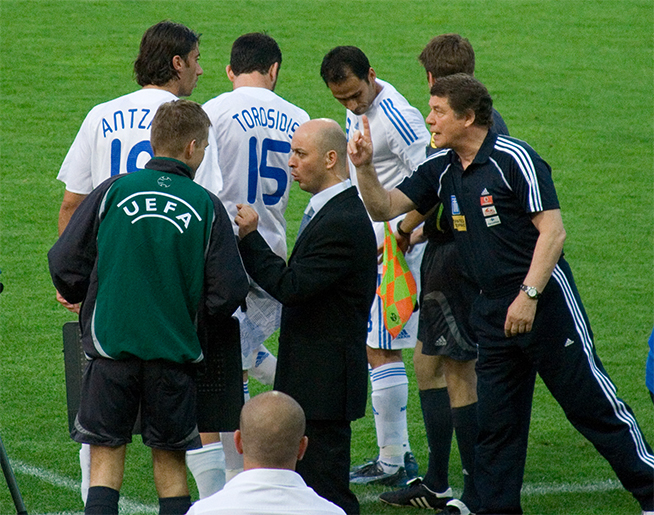
選手に指示を与えるレーハーゲル

オットー・レーハーゲル（Otto Rehhagel、1938年8月9日 - ）は、ドイツのサッカー指導者、元サッカー選手。

## 経歴
ドイツ西部ノルトライン＝ヴェストファーレン州の工業都市エッセンで生まれる。第二次世界大戦後に父親を亡くしギムナジウム卒業後はペンキ職人見習いを務めていた。一方で地元のサッカークラブのTuSヘレネ・アルテネッセンやロートヴァイス・エッセンでディフェンダーとしてプレーを続け、1960年には西ドイツ五輪代表に選出され、一定の評価を得た。1963年にブンデスリーガが創設されるとヘルタ・ベルリンとプロ契約を結びレギュラーとして活躍。1965年にカイザースラウテルンに移籍した後、膝の怪我のため1972年に現役を引退した。ブンデスリーガ通算201試合に出場22得点を記録した。
選手キャリアの晩年に差し掛かった頃から指導者を目指してドイツ体育大学ケルンサッカー指導者養成コースで学び1970年にライセンスを取得。1974-75シーズンにキッカーズ・オッフェンバッハの監督に就任したのを皮切りに監督として数クラブの指揮を執ったが、ボルシア・ドルトムント時代の1977-78シーズンのボルシア・メンヒェングラートバッハ戦では0-12と大敗(de:Fußballspiel Borussia Mönchengladbach – Borussia Dortmund am 29. April 1978)を喫するなど多くの結果を残す事は出来ずにいた。
1981年にヴェルダー・ブレーメンの監督に就任。有能な若手選手やベテラン選手を集めて常に優勝を争えるチームへと育て上げた。1995年に監督を退任するまでの14シーズンの長きに渡って指揮を執り、ブンデスリーガ優勝2回（1987-88シーズン、1994-95シーズン）、UEFAカップウィナーズカップ優勝1回（1991-92シーズン）を成し遂げるなど監督としての評価を高めていった。
ブレーメンで成功を収めたレーハーゲルは1995年にバイエルン・ミュンヘンの監督に就任したが、レーハーゲルの志向する「個人がチームの為に戦う」スタイルは、ローター・マテウスやユルゲン・クリンスマンらのスター選手を数多く擁するバイエルンでは発揮できず、UEFAカップ決勝直前にクラブ首脳陣との対立もあって監督を退任した。
1996年、1.FCカイザースラウテルンの監督に就任。当時2部リーグに降格していたチームを1部に復帰させると1997-98シーズンにはブンデスリーガ2部から昇格したばかりのクラブを優勝させるという離れ業もなし遂げるなど、2000年まで指揮を執った。レーハーゲルは選手と監督を通じて唯一ブンデスリーガにおいて1,000試合以上に携わっており、通算387勝205分228敗はいずれも最多記録である。
2001年よりギリシャ代表監督に就任。UEFA欧州選手権2004予選では初戦のスペイン戦と第2戦のウクライナ戦で連敗する苦しいスタートとなったが、ここから6連勝して予選を突破し1980年大会以来となる本大会出場を果たした。
2004年の本大会前も下馬評は低かったが代表チームをまとめ上げ、マンツーマンディフェンスと後方にスイーパーを置く堅固な守備からのカウンター攻撃で開催国のポルトガルや前回優勝国のフランスといった強豪国を次々と破り同国を初優勝に導いた。この手腕は評価され、ドイツサッカー連盟(DFB)から年俸250万ユーロでドイツ代表監督就任を打診され、副会長のフランツ・ベッケンバウアーが直接説得にあたったが、「3年間かけて欧州王者に育てたチームを離れるわけにはいかない」と、この申し出を断った。
その後は2006 FIFAワールドカップへの出場やUEFA欧州選手権2008の連覇は逃したが、2010 FIFAワールドカップ欧州予選ではプレーオフの末に3度目の本大会出場を果たした。
2010 FIFAワールドカップでは71歳10ヶ月でチームの指揮をとったが、これは全32チーム中最年長であった。2010年6月17日に行われたグループリーグ第2戦のナイジェリア戦でギリシャワールドカップ初勝利をもたらすと共に、ワールドカップで勝利を上げた最高齢監督にもなった。しかし1勝2敗勝ち点3の成績でグループリーグ敗退が決まると、監督を辞任した 。ギリシャ代表監督としての通算成績は106試合で53勝23分け30敗。
2012年2月19日にブンデスリーガのヘルタ・ベルリンの監督にシーズン限りの契約で就任した。チームは入れ替え戦に廻り敗れたため、契約通り退任することとなった。

## 獲得タイトル

### 監督時代
フォルトゥナ・デュッセルドルフ
- DFBポカール優勝 1回（1980年）

ヴェルダー・ブレーメン
- UEFAカップウィナーズカップ優勝 1回（1992年）
- ドイツ・ブンデスリーガ優勝 2回（1988年、1993年）
- DFBポカール優勝 2回　（1991年、1994年）

1.FCカイザースラウテルン
- ドイツ・ブンデスリーガ優勝 1回（1998年）

ギリシャ代表
- UEFA欧州選手権2004優勝　1回（2004年）

### 個人
- ドイツ連邦共和国功労勲章（2005年）